# Combine (Teksas)
Combine je grad u američkoj saveznoj državi Teksas. Prema popisu stanovništva iz 2010. u njemu je živjelo 1.942 stanovnika.